# Красна Звєзда (Шумерлинський район)
Красна Звєзда́ (рос. Красная Звезда, чув. Хĕрлĕ Çăлтăр) — селище у складі Шумерлинського району Чувашії, Росія. Входить до складу Краснооктябрського сільського поселення.
Населення — 74 особи (2010; 94 у 2002).
Національний склад:
- чуваші — 99 %